# Aves parlantes
Las aves parlantes son aquellas aves que pueden imitar el habla humana. Tienen distintos grados de inteligencia y capacidades de comunicación: algunos, como los córvidos (Corvidae), una clase de aves altamente inteligentes, solo puede imitar unas pocas palabras y frases, mientras que se ha observado que algunos periquitos tienen un vocabulario de casi dos mil palabras. Las especies del género Gracula son una mascota bastante común conocida por sus habilidades del imitación de habla, mientas que su pariente, el estornino pinto, también es un eficiente imitador.

## Periquitos

### Puck
En 1995 un periquito llamado Puck fue acreditado por el Libro Guinness de los récords como el ave con el vocabulario más extenso, con 1.728 palabras.

## Loros grises

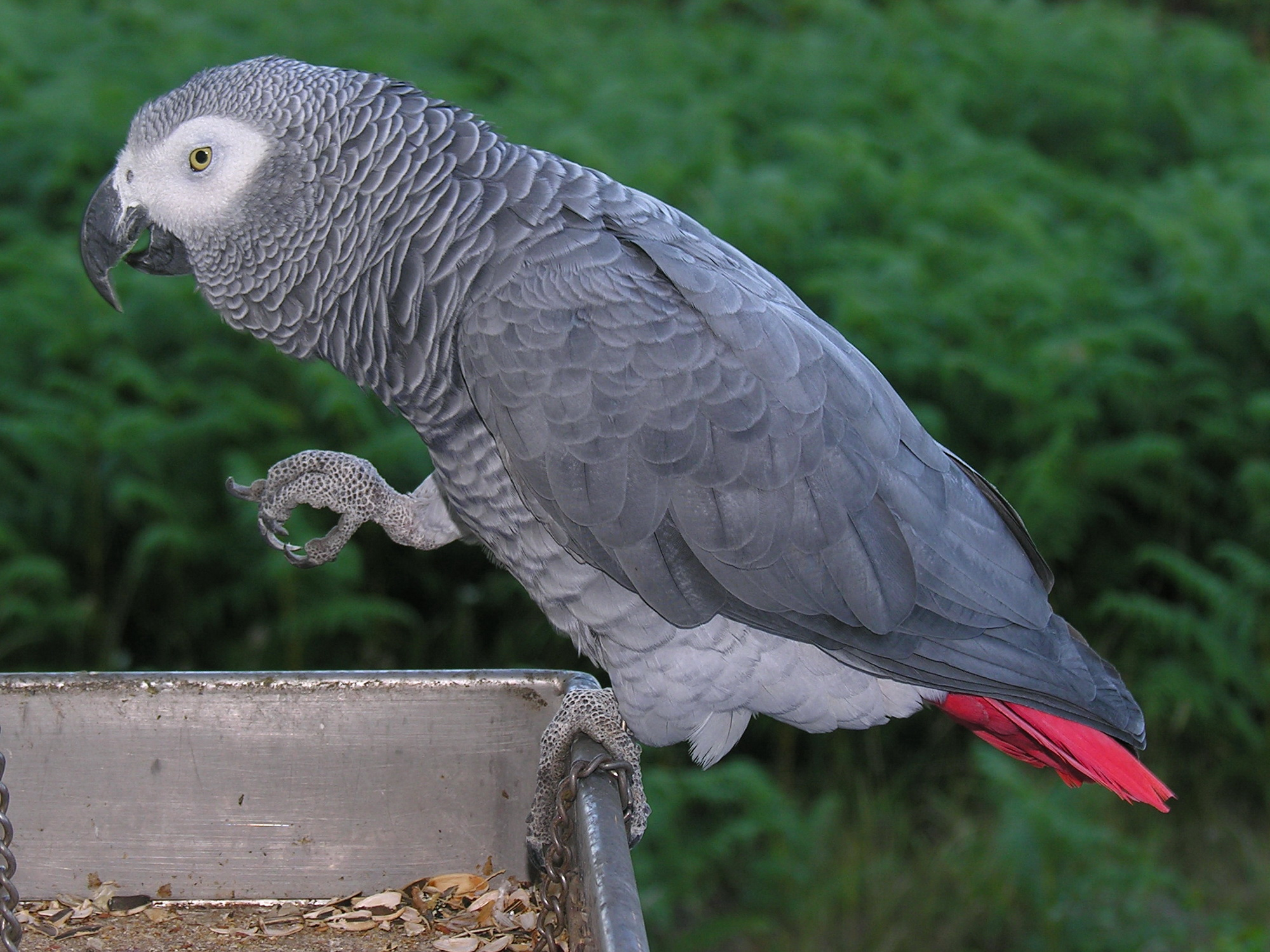
Loro gris (Psittacus erithacus).

Los loros grises son particularmente conocidos por sus habilidades cognitivas. Algunos de los loros grises más famosos son Alex, Prudle, N'kisi y algunos ejemplos recientes como Einstein.

### Alex
Alex tenía un vocabulario de 100 palabras, pero se convirtió en una de las aves más famosas gracias a sus habilidades cognitivas. En 2005, World Science publicó que Alex entendía el concepto del número cero. Alex murió el 6 de septiembre de 2007.

### Prudle
Prudle mantuvo el récord Guinness al ave con el mayor vocabulario durante muchos años con un vocabulario de 800 palabras documentadas.

### N'kisi
N'kisi es conocido por su impresionante uso del vocabulario inglés y otras habilidades. En enero de 2004, se documentó que tenía un vocabulario de 950 palabras y mostró signos del sentido del humor. Se cree que N'kisi es uno de los ejemplares con más vocabulario humano en el mundo animal.

### Einstein
Einstein apareció en muchos programas de televisión y se hizo famoso por su habilidad para imitar los sonidos así como la voz humana. En algunos videos se le puede ver imitando el sonido de un láser o una risa maligna. Este ejemplar es entrenado por Stephanie White.

### Silvia
Esta loro gris alcanzó la asombrosa cifra de 101 palabras procedentes, además, de diferentes lenguas entre las que se pueden destacar el español, italiano, francés e inglés, pudiendo considerarse de este modo la primera loro políglota catalogada. Su legado todavía sigue presente llegando a inspirar a numerosos dueños en la enseñanza multilingüe para con sus mascotas voladoras.

## Loros amazónicos
Muchas especies de loros amazónicos (particularmente la variedad de cabeza amarilla)[cita requerida] son "habladores" destacados.

## Otros loros
La mayoría de las especies de loro son capaces de imitar palabras humanas. Muchos pueden usar frases dentro de un contexto. La cotorra argentina (Myiopsitta monachus) es popular por sus habilidades parlantes. Pero algunos solo emiten chillidos fuertes y muy agudos.

## Graculas
Las especies del género Gracula son famosas por su habilidad de imitar el habla humana. Muchos afirman que esta especie es la mejor ave parlante e imitadora que existe.

## Más información
- Smith, Fran; Friendly Feathers: Life with Pierre, an African Grey Parrot ISBN 978-0-615-22232-5